# 细头鳅
细头鳅（学名：Paralepidocephalus yui）为輻鰭魚綱鯉形目鳅科细头鳅属的鱼类，俗名花鱼。被IUCN列為瀕危保育類動物，分布于中国雲南异龙湖、阳宗海及南盘江支流等，一般生活于溪流底层。该物种的模式产地在石屏。

## 扩展阅读
維基物種上的相關：细头鳅